# Lipotidae
Lipotidae là một họ cá heo sông bao gồm cá heo sông Dương Tử có thể đã tuyệt chủng và chi đã hóa thạch Parapontoporia.

## Các chi và loài
- Lipotes (có thể đã tuyệt chủng)
  - Lipotes vexillifer (có thể đã tuyệt chủng)
- †Parapontoporia
  - †P. pacifica
  - †P. sternbergi
  - †P. wilsoni
- †Prolipotes
  - †P. yujiangensis